# 何俊 (弘治進士)
何俊（1458年—？），字邦彥，順天府大興縣富戶籍，浙江蘭谿縣人，明朝政治人物。

## 生平
順天府鄉試第一十五名舉人。弘治九年（1496年）中式丙辰科會試第一百二十九名，二甲第九十五名進士。歷官刑部员外郎，正德元年（1506年）二月升江西按察司佥事，四年十月升山西左參議，六年正月考察闲住。

## 家族
曾祖何祉善；祖父何仕信；父何文玉，義官。母信氏。永感下。